# Nationalpark Skjern Å
Nationalpark Skjern Å blev udpeget som nationalpark 17. januar 2008 af miljøminister Troels Lund Poulsen. Planerne blev opgivet i 2012, men genstartet igen i 2018.

## Parkens geografiske område
Nationalpark Skjern Å  var planlagt til at omfatte et område på på godt 
24.500 hektar, hvoraf de 16.000 hektar er natur og skov, og 8.500 
hektar er kulturlandskab med landbrugsområder. Området ligger i Ringkøbing-Skjern Kommune og Herning Kommune, i Region Midtjylland (tidligere Nørre Horne Herred, Bølling Herred og Hammerum Herred i Ringkøbing Amt).
Nationalparkens hovedområder skulle være de to Natura 2000 områder: Naturområder 
på 2300 ha omkring den genoprettede Skjern Å og de nyetablerede Skjern Enge, som er Nordeuropas største naturgenopretningsprojekt, 
samt Danmarks største hede, Borris Hede på omkring 5000 hektar. 
Også områder langs Skjern Ås tilløb var del af projektet – mod nord: 
- langs Ganer Å og Bundsbæk Møllebæk op til Dejbjerg Plantage og Dejbjerg Hede nord for byen Skjern,
- områder langs Vorgod Å op til Ejstrup Hede nordvest for byen Troldhede
- Mod øst langs Skjern å går nationalparken op forbi Sønder Felding til Arnborg.
- Syd for Borris Hede fortsætter området langs Omme Å, forbi Hoven, og inkluderer Hårkær Plantage og Påbøl Plantage.

Næsten ude ved Ringkøbing Fjord, syd for Skjern å, var Lønborg Hede også en del af Nationalparkprojektet.

## Planerne opgivet
Forslaget om Nationalpark Skjern Å var i offentligt høring i foråret 2011.
Flere høringssvar pegede på, at Ramsarområdet i den sydlige del af Ringkøbing Fjord (herunder fuglereservatet Tipperne og Værnengene) burde være en del af nationalparken. Den 1. juli 2011 besluttede partierne bag nationalparkloven at undersøge denne mulighed. 
Imidlertid afviste Ringkøbing-Skjern Kommune en udvidelse af nationalparken. Dansk Folkeparti tilsluttede sig dette synspunkt. Den 23. marts 2012 beluttede partierne i Folketinget at opgive oprettelsen af Nationalpark Skjern Å.

## Planen genstartet
I 2018 blev planen for nationalparken genstartet af Herning Kommune og Ringkøbing-Skjern Kommune.